# Marie Victor Nicolas de Fay de La Tour Maubourg
Marie Victor Nicolas de Fay de La Tour Maubourg albo Latour-Maubourg (ur. 22 maja 1768 w La Motte-de-Galaure, zm. 11 listopada 1850 w Dammarie-les-Lys) – francuski wojskowy i polityk, generał dywizji armii francuskiej, minister spraw zagranicznych i minister wojny w latach 1819–1821.
Najmłodszy syn Claude’a Florimonda de Fay de Cosse hrabiego de la Tour Maubourg i Marie Françoise de Vachon de Belmont. Pochodził ze starej szlacheckiej rodziny, której korzenie sięgały połowy XVI wieku. Jego starszy brat, Charles César, również był generałem francuskiej armii.
15 lipca 1782 w stopniu podporucznika dołączył do 3 pułku piechoty (de Beaujolais). 5 lutego 1792 roku został mianowany dowódcą 3 pułku szaserów konnych. Kilka miesięcy później dostał się do austriackiej niewoli, jednak już po kilku tygodniach został uwolniony. Nie powrócił do ojczyzny, gdyż otrzymał rozkaz oddelegowujący go na emigrację do Brukseli, gdzie spędził 5 lat.
Do Francji powrócił w 1799 roku i krótko potem, na pokładzie fregaty "Ozyrys", został wysłany przez Napoleona z rozkazami do Egiptu. Wziął udział w oblężeniu Belbeis. 13 marca 1801 roku w Aleksandrii gen. Maubourg, już jako dowódca 22 pułku szaserów konnych, został ranny odłamkiem pocisku. Wkrótce potem powrócił ze swoim regimentem do Francji. Po powrocie został oddelegowany do Niemiec, gdzie jego korpus wszedł w skład brygady gen. Milhauda, obecnej jako część Korpusu Rezerwowego Kawalerii księcia Murata pod Austerlitz. 24 grudnia 1805 roku, kilkanaście dni po tym zwycięstwie, Latour Maubourg został mianowany na generała brygady. Podczas działań pod Jeną jako dowódca brygady dragonów (9 i 22 pułk) został przydzielony do dywizji dragonów gen. Carniere de Beaumont. W maju 1807 roku został awansowany do stopnia generała dywizji a w roku 1808 obdarowany tytułem barona cesarstwa.
Wraz z zakończeniem działań przeciw wojskom rosyjskim został przeniesiony do Korpusu marszałka Jean-Baptiste’a Bessieres’a, zmierzającego w kierunku Hiszpanii. Brał udział w większości działań wojennych i został odwołany dopiero w 1812 roku. Podczas drugiej wojny polskiej dowodził IV Korpusem Rezerwowym Kawalerii, w skład którego wchodziła dywizja gen. Aleksandra Różnieckiego. Gen. Maubourg został ranny pod Borodino, wykazał się pod Możajskiem oraz podczas odwrotu z Rosji, za co w 1813 roku otrzymał Wielki Krzyż Reunion.
Po upadku Napoleona przeszedł na stronę Burbonów, nie poparł Napoleona w czasie stu dni, za co otrzymał tytuł para Francji. W 1817 roku został markizem, a dwa lata później skierowano go na krótko do Londynu jako ambasadora Francji. Od 1819 do 1821 roku pełnił funkcję ministra wojny.
Zmarł w 1850.